# Märkische Motorpflug-Fabrik

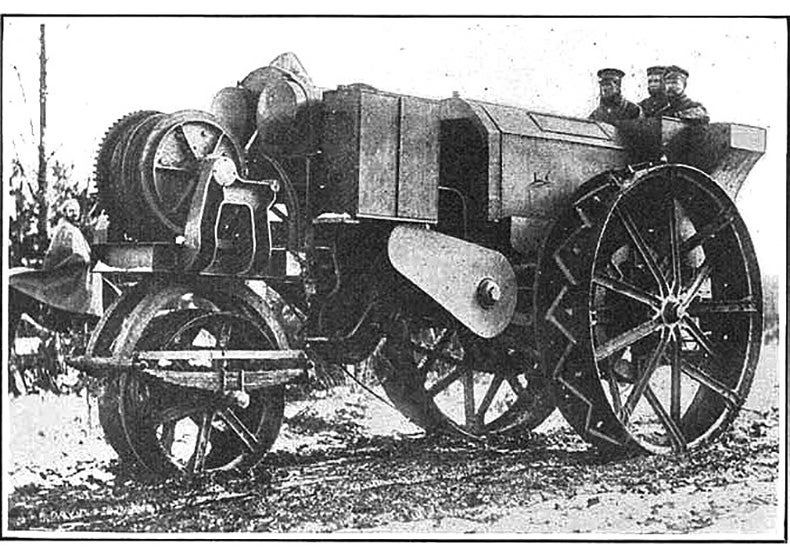
Standard Motorpflug Artilleriezugmaschine dreirädrig

Die Märkische Motorpflug-Fabrik war Teil des Stahlwerkes Bothe und fertigte ab 1910 bis etwa 1921 Motorpflüge unter dem Namen „Arator“ in geringer Anzahl.

## Geschichte
Chefkonstrukteur in der Märkischen Motorpflug-Fabrik war Oberingenieur Otto Barsch-Olichschläger. Seinen ersten landwirtschaftliche Schlepper konstruierte er 1910. Von diesem Modell, das zunächst mit 50-60-PS-Argus-, später mit Kämper-Motoren ausgestattet war, entstanden bis 1914 in Charlottenburg, Haller Straße 24–26, 8 Stück. Ein leichteres Modell mit einem Motor von nur 35 PS blieb ein Prototyp.
1916 wurde der Schlepperbau von der auch zum Bothe-Konzern gehörende Standard-Motorpflug GmbH in Weißensee bei Berlin übernommen, daneben war auch die Eisenbahn-Material-Fabrik Oberbau-Bedarf in die Fertigung involviert. Zum Ziehen schwerster Geschütze bestellte das Reich jetzt insgesamt 72 Artillerie-Zugmaschinen mit 80-PS-Motor, die es in einer Dreirad- und einer Vierrad-Version gab. Der Auftrag wurde jedoch nach Lieferung von 16 Exemplaren wegen Unzuverlässigkeit der Konstruktion storniert.
Nach Ende des Ersten Weltkrieges wurde das Werk verkauft, bis 1921 wurde noch ein Exemplar des „Arator“ bei der „Oberschlesischen Eisenbahn-Bedarfs-AG Solinger Hütte“ gebaut.

## Technik
Die Konstruktion des Arator lehnte sich an die der amerikanischen Schleppflüge IHC Titan an. Folgende Typen wurden gebaut:
| Typ           | Bauzeit | Motor         | Zyl. | Bohrg. | Hub | Hubr.  | /min | PS    | Gewicht | Getriebe | Bemer-          |
|               | von bis | Herst.        | Zahl | mm     | mm  | cm³    | max  |       | kg      | V/R      | kungen          |
| ------------- | ------- | ------------- | ---- | ------ | --- | ------ | ---- | ----- | ------- | -------- | --------------- |
| Arator A      | 1910–14 | Argus         | 4    |        |     |        | 600  | 50    | 6250    | 2/1      |                 |
| Arator B      | 1910–14 | Argus         | 4    | 124    | 130 | 9414   | 600  | 60    |         |          |                 |
| Arator        | 1911    | Kämper        | 4    | 110    | 160 | 6079   |      | 35    |         |          | nur Prototyp    |
| Arator II     | 1913    | Kämper        | 4    | 140    | 190 | 11.693 | 700  | 50/55 |         |          | 8 Stück         |
| Arator II     | 1912–15 |               | 4    |        |     |        |      | 42    |         |          | Dreirad         |
| Arator        | 1912–15 |               | 4    |        |     |        |      | 72    |         |          |                 |
| Arator C      | 1915–18 | Kämper PM 170 | 4    | 170    | 220 | 19964  | 600  | 80    |         | 3/1      | Artillerieschl. |
| Arator Berlin | 1917–18 | Kämper PM 126 | 4    | 126    | 180 | 8973   | 600  | 35    | 4000    | 4/1      | nur Prototyp    |

Der Name „Arator“ ist lateinisch und bedeutet im Deutschen: „Der Pflüger“. Die Konstruktionen der Märkischen Motorpflug-Fabrik gehörten zu den ersten Motorpflügen in Deutschland und waren als Schleppflug ausgebildet, d. h. sie bestanden aus einer Zugmaschine (Traktor), an die ein üblicherweise mehrschariger Pflug (oder ein anderes Arbeitsgerät), auch ein gewöhnlicher Anhänger angehängt werden konnte. Angetrieben wurde die Hinterachse, deren Räder erheblich größer waren als die der Vorderachse. Die Antriebsräder waren aus Eisen und hatten abnehmbare Stollen, um auf dem Ackerboden ein Durchdrehen zu verhindern. Sie konnten in verschiedenen Breiten geliefert werden, um ein Einsinken in weichem Boden zu verhindern. Bei den ersten Modellen befand sich über den Vorderrädern eine große und eine kleine Riemenscheibe, mit der andere Standmaschinen (z. B. Dreschmaschinen) angetrieben werden konnten.
Der Konstrukteur Otto Barsch ging, als der Bothe-Konzern den Schlepperbau aufgab, zu Stoewer und konstruierte dort Schleppflüge, von denen der 3S17 bis 1926 in Serie gebaut wurde.